# سيكورسكي إس-72
سيكورسكي إس-72 (بالإنجليزية: Sikorsky S-72)‏ هي مروحية اختبارية أنتجت في الولايات المتحدة. من صناعة سيكورسكي للطائرات. كان أول طيران لها في 12 أكتوبر 1976. صنع منها 2 طائرة.